# Wanglinkou (sockenhuvudort i Kina, Hebei Sheng, lat 38,82, long 114,34)
Wanglinkou är en sockenhuvudort i Kina. Den ligger i provinsen Hebei, i den norra delen av landet, omkring 210 kilometer sydväst om huvudstaden Peking. Antalet invånare är 18 781. Befolkningen består av 9 294 kvinnor och 9 487 män. Barn under 15 år utgör 21,0 %, vuxna 15-64 år 70 %, och äldre över 65 år 8,0 %.
Runt Wanglinkou är det tätbefolkat, med 397 invånare per kvadratkilometer. Närmaste större samhälle är Pingyang, 11,1 km öster om Wanglinkou. Trakten runt Wanglinkou består till största delen av jordbruksmark.
Genomsnittlig årsnederbörd är 666 millimeter. Den regnigaste månaden är juli, med i genomsnitt 187 mm nederbörd, och den torraste är januari, med 4 mm nederbörd.